# جیمز فری (بازیکن فوتبال)
جیمز فری (انگلیسی: James Ferry؛ زادهٔ ۲۰ آوریل ۱۹۹۷) بازیکن فوتبال است.
از باشگاه‌هایی که در آن بازی کرده‌است می‌توان به باشگاه فوتبال استیونج اشاره کرد.